# La Canción del Leñador

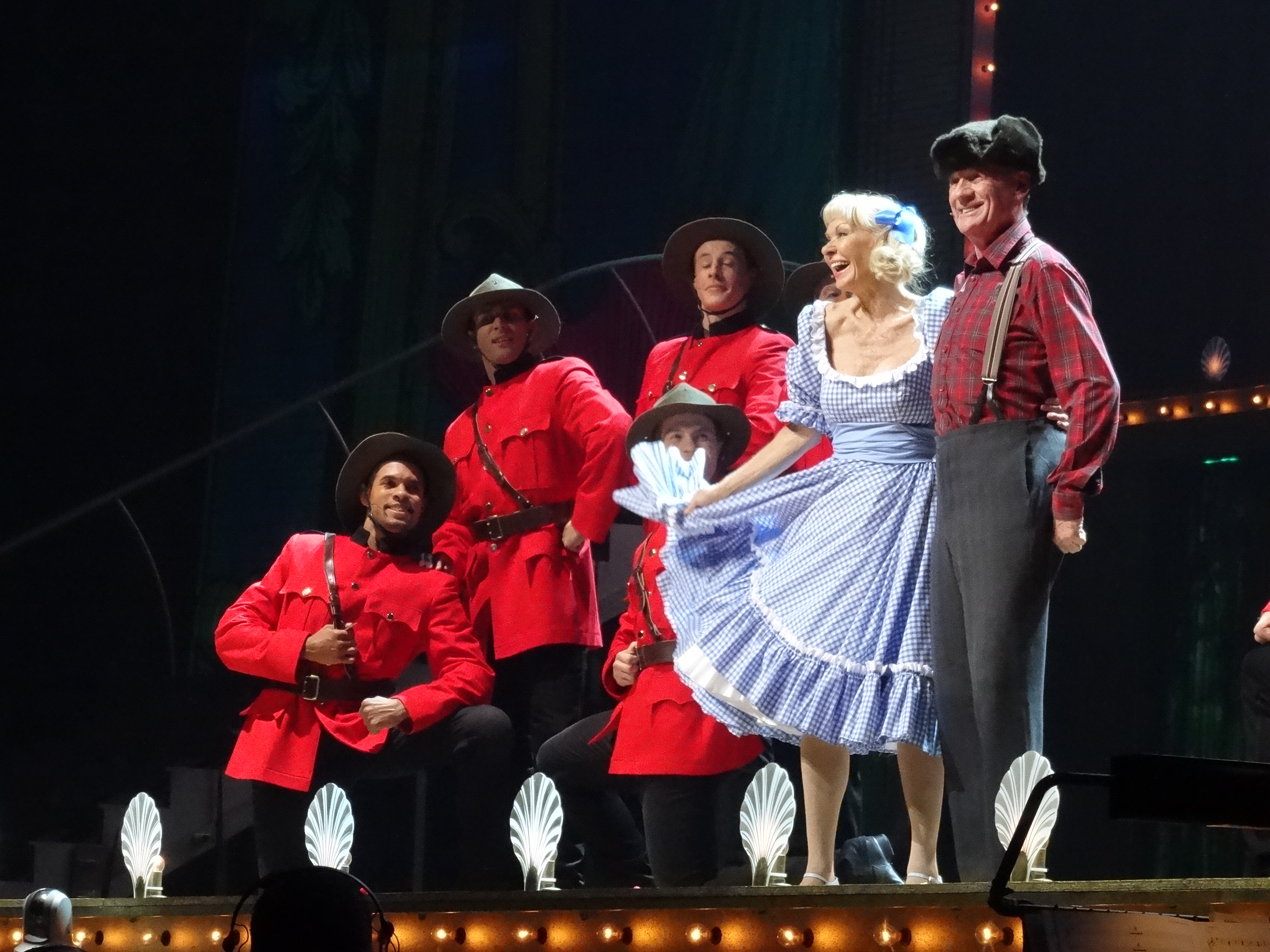
Carol Cleveland y Michael Palin cantando el sencillo en Monty Python Live (Mostly).

Canción del grupo Monty Python, pieza clave de uno de los más famosos sketches del grupo. Michael Palin es el actor encargado de dar vida al leñador en la versión de Monty Python's Flying Circus. En la actuación del grupo en el Hollywood Bowl, Eric Idle interpretó el papel. 
En el sketch, un barbero psicópata admite que, en realidad, su sueño es ser leñador. Acto seguido, y acompañado de un coro de policías montados del Canadá, canta y confiesa ciertos comportamientos extraños para un leñador. El sketch se repitió varias veces en la serie con diferentes personajes confesando no disfrutar de su trabajo y admitiendo que siempre hubieran deseado ser un leñador.
En algunos espectáculos representados en francés esta canción es titulada Le Bûcheron. También ha sido traducida al alemán para el programa de las televisiones alemana y austriaca Monty Pythons Fliegender Zirkus. Un cambio significativo en esta traducción fue el reemplazo de la frase "Just like my dear Papa" (Justo como mi querido padre) en "Sowie mein Onkel Walter" ("Como mi tío Walter") introducido para conseguir una rima con la palabra alemana "Büstenhalter", "bra" en inglés y sujetador en castellano.
En el año 2003 una versión de esta canción fue interpretada en el concierto homenaje a George Harrison con Michael Palin en el papel principal y Tom Hanks actuando como uno de los Mounties.
En el año 2004 las compañías de teatro cómico Yllana e Imprebis representaron conjuntamente una selección adaptada de los mejores sketches de los Monty Python en el Teatro Alfil de Madrid. Entre ellos se encontraba, como no, la famosa canción del leñador, si bien en este caso el protagonista confesaba que desde siempre había ansiado ser un miembro de la Guardia Civil. Un coro de uniformados tocados con el característico tricornio acompañaban su canto.